# Chromatophotina
Chromatophotina es un género de insectos mantodeos de la familia Mantidae. Es originario de América.

## Especies
- Chromatophotina awajun
- Chromatophotina cofan